# Yogi Tea
Yogi Tea (Yogite) är ett amerikanskt företag som säljer olika former av te, främst masala chai. Företaget grundades i Oregon 1984 av lärjungar till Kundaliniyogan Yogi Bhajan. Yogis terecept bygger på Ayurveda.

## Yogite
Yogite är ett slags te - infusion - som huvudsakligen är gjort på kryddor. Den vanligaste klassiska varianten är en blandning med kryddorna kanel, ingefära, kardemumma, kryddnejlika och svartpeppar. Yogite är också grundingrediensen i det man vardagligt kallar för chai (te på indiska).
Yogite som skapades av Kundaliniyogans grundare Yogi Bhajan är populärt inom yogakretsar.